# Annales de chimie et de physique

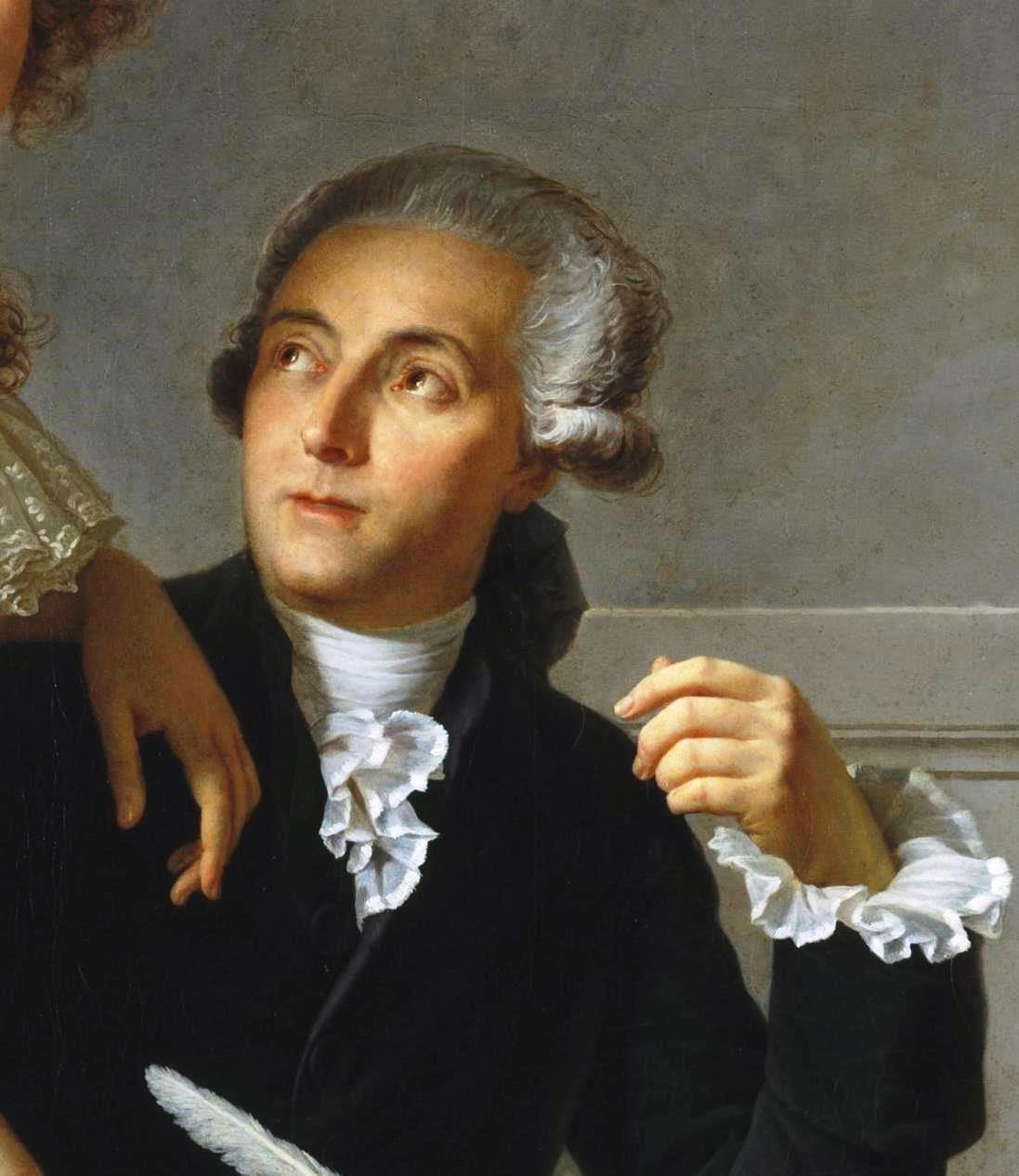
Antoine Lavoisier fue uno de los primeros editores de la revista

Annales de chimie et de physique (nombre francés para Anales de Química y Física) es una revista científica fundada en París, Francia, en 1789 bajo el título Annales de chimie. Uno de sus primeros editores fue el químico francés Antoine Lavoisier. Lavoisier (1743-1794), un aristócrata que fue guillotinado en mayo de 1794, supuestamente por fraude fiscal. La revista no se publicó desde 1794 hasta 1796, mientras el Reinado del Terror estaba en su apogeo bajo el Directorio francés.
Lavoisier  decidió fundar la revista con el objetivo de publicar sus propios artículos de química siguiendo el modelo de la revista alemana Chemische Annalen, fundada en 1778 por el químico Lorenz Florent Friedrich von Crell (1744-1816). No obstante, su objetivo real era difundir su nueva química con todos los artículos adaptados a la nueva nomenclatura química que había elaborado conjuntamente con otros miembros de la Academia de las Ciencias.
A las primeras ediciones de los Annales de chimie contribuyeron Louis Bernard Guyton de Morveau (1737-1816), Antoine Laurent Lavoisier que fue el tesorero y de hecho el propietario, Gaspard Monge (1746-1818), Antoine François de Fourcroy (1755-1809), Philippe Frédéric de Dietrich (1748-1793), Jean Henri Hassenfratz (1755-1827) y Pierre Auguste Adet (1763-1834) que era el secretario.  Posteriormente también formaron parte del comité editorial Claude Louis Berthollet (1748-1822), Armand Jean François Séguin (1767-1835), Louis Nicolas Vauquelin (1763-1829) y Pierre Joseph Pelletier (1788-1842).
En 1815 se convirtió en Annales de chimie et de physique, nombre con el que se publicó durante los 100 años siguientes.
En 1914, se dividió en dos revistas sucesoras. La primera revista, Annales de physique, fue publicada posteriormente por EDP Sciences con el mismo nombre hasta 2009, cuando se integró en la serie European Physical Journal como European Physical Journal H - Historical Perspectives on Contemporary Physics]. La segunda revista sucesora, Annales de chimie, se convirtió en 1977 en Annales de chimie: Science des matériaux. De 1998 a 2004, fue publicada en línea por Elsevier, y desde 2004, es gestionada en línea por la editorial Éditions Lavoisier. A pesar de los cambios de nombre, la numeración de los volúmenes mantuvo la continuidad entre los distintos títulos, tanto para la revista de física como para la de química.

## Artículos notables
- A. Fresnel, 1818, "Mémoire sur la diffraction de la lumière" ("Memoir on the diffraction of light"), depositada el 29 de julio de 1818, aceptada el 15 de marzo de 1819, publicada (con notas de apéndice) en Mémoires de l'Académie Royale des Sciences de l'Institut de France, vol. V (de 1821 & 1822, impreso en 1826), pp. 339–475; reimpreso (con notas) en Fresnel, 1866–70, vol. 1, pp. 247–383; parcialmente traducido al inglés en "Fresnel's prize memoir on the diffraction of light", Crew, 1900, pp. 81–144.
- D.F.J. Arago y A. Fresnel, 1819, "Mémoire sur l'action que les rayons de lumière polarisée exercent les uns sur les autres", Annales de Chimie et de Physique, Ser. 2, vol. 10, pág. 288–305, marzo de 1819; reimpreso en Fresnel, 1866–70, vol. 1, pp. 509–22; traducción al inglés en "On the action of rays of polarized light upon each other", Crew, 1900, pp. 145–55.